# 福岡 - 宮崎線
福岡 - 宮崎線（ふくおか - みやざきせん）は、福岡県福岡市と宮崎県宮崎市を結ぶ高速バス路線である。
昼行便は「フェニックス号」の愛称を持ち、西日本鉄道（西鉄）・宮崎交通（宮交）・九州産交バス（産交）・JR九州バスの4社が共同運行する。1988年運行開始。
なお、本記事ではJR九州バスが2011年4月13日から2012年4月25日まで 単独で福岡 - 宮崎間に運行していた「たいよう」、かつて運行されていた「フェニックス号」夜行便および西日本鉄道と宮崎交通が週末および祝日・祝前日に運行していた夜行便の「福岡 - 延岡・宮崎線」についても記述する。
各系統の詳細は各節を参照。

## 路線概説
福岡市と都城市・宮崎市の間を九州自動車道・宮崎自動車道経由で結ぶ。西鉄・宮交・九州産交・JR九州バスの4社において1日28往復運行している。SUNQパスは全九州+下関版のみ利用可能（北部九州+下関版・南部九州版は使用不可）。
福岡市と宮崎市を結ぶ交通手段として航空機とほぼシェアを二分している（2004年度の実績ではバス45.3万人、航空50.3万人）。土日は、必ず続行が出る。ただ、出張などでは航空機に分があるとみられている。

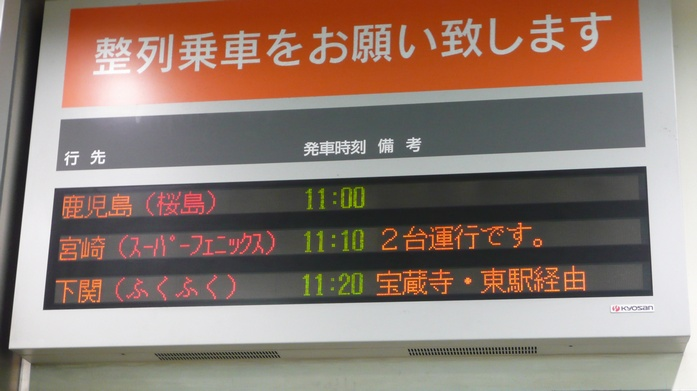
平日でも続行便が出ることがある（2007年9月7日金曜日）

一方、博多 - 宮崎間の鉄道は、JR九州が小倉経由の特急「にちりん」と、人吉・都城経由の急行「えびの」が運行されていたが、遠回りとなる「にちりん」は所要時間と運賃・料金面でフェニックス号に大きく劣り、「えびの」も本数が少なく非電化区間を通過するために所要時間面で劣勢に立たされたこともあり、対抗策を止め運行規模を縮小（「にちりん」の直通系統は1日2往復に減便、「えびの」は系統廃止）し、JR九州（後に分社化しJR九州バス）がフェニックス号の共同運行会社として参入、担当本数を増やしている。
ほかに、2000年代からは福岡市と宮崎市の間には数社がツアーバスを運行し、概ね「フェニックス」の通常運賃の半額程度の料金で利用可能であったが、2013年8月1日の高速ツアーバスの乗合バス化で一部が撤退した。現在では南九州観光バスが運行する「サンマリンライナー」と、山口運送 (宮崎県)（美登観光バス）が運行する「みとシティライナー」が新高速乗合バス化され運行を継続しているが、乗合化後の運賃値上げや「フェニックス」の運賃値下げのため「フェニックス」との運賃格差は縮小した。
国土交通省九州運輸局の統計 によると、「福岡 - 宮崎」路線（3系統、この調査時点では「たいよう」は運行開始前）合計の運送収入は20億円から21億円であり、九州における高速バスで首位（2004,05,06年度）または2位（07年度）に位置している。

## 沿革
※「フェニックス号」「たいよう」「福岡 - 延岡・宮崎線」それぞれについて記述する。
- 1988年（昭和63年）4月29日：運行開始[5]。3往復（西鉄・宮交・産交が各1往復担当）3列シートの共通カラー車。運行区間は天神 - 宮交シティ間。八代IC - えびのIC間は国道219号および国道221号経由で、所要時間は5時間30分で休憩地は北熊本SA（上り便）と人吉ターミナル（下り便）の2箇所。開設当初の停車地は博多駅、天神、久留米IC、八代駅前、人吉ターミナル、都城北、宮交シティ。
- 1989年（平成元年）
  - 7月26日：JR九州バスが参入し4往復に。始発終着が宮崎駅前に[6]。
  - 12月8日：九州自動車道八代 - 人吉間開通により同区間を高速道経由に変更、所要時間が4時間46分に。新たに八代ICバス停を新設し、八代駅前には停車しなくなる。
- 1991年（平成3年）
  - 4月1日：スーパーフェニックス（以下スーパー便）4往復登場、8往復に。所要時間は4時間24分。経路はスーパー便が久留米IC - 八代IC - 人吉クラフトパーク - 都城北（人吉南出口経由）、各停便が久留米IC - 八女IC - 八代IC - 人吉ターミナル - えびのIC - 小林IC - 都城北。　尚、スーパー便下りの休憩地は山江SA（上りは各停便と同様に北熊本SA）。
  - 8月1日：西鉄・宮交により夜行便運行開始。停車地は福岡空港、博多駅、天神、西鉄久留米、都城デパート前、宮交シティ（上り便は西鉄久留米、福岡空港、博多駅、天神の順）
- 1995年（平成7年）
  - 1月：人吉ターミナルが老朽化のため閉鎖となり、バスターミナルの機能は人吉産交に移管。ただし、当路線（各停便）は人吉産交には停車せず、同ターミナル跡地前に九州自動車道人吉 - えびの間開通まで暫定的に設置された仮バス停『フェニックス人吉』に停車するとし、これまでの下り便途中休憩地であった同ターミナルからスーパー便と同じ山江SAに変更となる。
  - 7月：九州自動車道人吉 - えびの間が開通し、これまで停車していたフェニックス人吉（各停便）ならびに人吉クラフトパーク（スーパー便）の各バス停への停車を廃止。新たに人吉ICバス停を新設し、両便とも当バス停に統一。併せて運行本数も15往復に増便。同時にスーパー便の久留米IC・八代ICへの停車を廃止し、天神から人吉までノンストップとなったことによりスーパー便の所要時間が3時間54分になる。
  - 停車地は天神、久留米IC、八女IC、八代IC、人吉IC、えびのIC、小林IC、都城北、宮交シティ、橘通1丁目、デパート前、宮崎駅前（太字はスーパー便が停車、橘通1丁目・デパート前は降車のみ扱い）上り下りとも山江SAで20分休憩。
- 1996年（平成8年）8月：17往復に増発。休憩地が上り下りとも宮原SAに変更となる。
- 1997年（平成9年）2月25日：25往復に増発。
- 1999年（平成11年）3月28日：福岡都市高速2号線全通に伴うダイヤ改正。スーパー便の所要時間3時間41分。
- 2004年（平成16年）4月1日：夜行便が北九州発着に延長となる。北九州エリアの停留所は砂津、小倉駅前、黒崎IC引野口。
- 2007年（平成19年）
  - 7月1日：「高速バスロケを活用した基山PAにおける乗り継ぎ社会実験」実施に伴い、夜行便を含む全便の停車地に高速基山を追加。
  - 12月7日：従来から運行する25往復とは別に、学生割引運賃で乗車することができる「学割フェニックス号」を金曜日・土日祝日・年末年始に3往復運行。停車地はスーパー便と同じ。2008年6月30日までの運行。
- 2008年（平成20年）
  - 7月1日：「学割フェニックス号」に代わり「皆割フェニックス号」の運行を開始。運行日も「皆割フェニックス号」は毎日運行とし、金曜日・土日祝日には女性専用便1便を別に設定（「皆割」1往復と同ダイヤで運行される）。女性専用便利用者には資生堂化粧品のサンプルがプレゼントされた。
  - 10月1日：「皆割フェニックス号」は運行期間を2009年3月31日までに延長して運行継続[7]。女性専用便利用者には大塚製薬のSOYJOY[注 1] がプレゼントされる。学生割引運賃の設定は終了。
  - 10月20日：夜行便のダイヤ改正および一部停留所の変更・廃止。福岡空港発着になり（北九州 - 福岡間廃止）、久留米市内の停車箇所が久留米バスセンターから昼行便同様久留米ICへの停車となる。
- 2009年（平成21年）
  - 4月1日：「皆割フェニックス号」を本格実施し、女性専用便1便も毎日運行に変更[8]。
  - 9月1日：夜行便の運行を休止。
- 2011年（平成23年）
  - 3月12日：JR九州の「ドリームにちりん」廃止を受け、試行として夜行便を再開[9]。
  - 4月13日：ダイヤ改正ならびに運行内容を大幅変更。
    - JR九州バスが「フェニックス号」の運行から撤退。JR九州バスは同区間に「たいよう」10往復を運行開始[10]。
    - 昼行便24往復について以下の変更を行う。（以下の内容は昼行便全便が対象、夜行便は対象外）
      - JR九州バスに代わり、従来の西鉄本体便に加え傘下の西鉄高速バスが直営便として参入。
      - 福岡側の運行経路を「博多バスターミナル始発/終着、西鉄天神バスセンター経由」から「西鉄天神バスセンター始発/終着、博多バスターミナル経由」に変更。また、呉服町に新たに停車し、乗り継ぎ利用のため呉服町から天神までの一般路線バスの乗車券を無料で1枚配布。所要時間は博多バスターミナル - 宮崎駅前間最速4時間10分→4時間2分（乗り継ぎの場合は最速4時間6分）、西鉄天神バスセンター - 宮崎駅前間最速3時間56分→4時間16分となる。
      - 大半の区間で運賃値下げ（詳細後述）。
      - 「皆割フェニックス」を廃止（他の昼行便の運行本数はこれまでどおり1日24往復）し、通常便の一部の席の運賃をさらなる格安運賃とする「席割」を実施。
      - 「席割」サービスに対応した「セレクトシート仕様車」を導入（詳細後述）。

    - 夜行便を福岡空港着に延長。運賃は従来どおり（昼行便の値下げは適用されない）。

  - 10月1日：「宮崎駅」の停車場所が、駅構内西口に設けられていたバス乗り場から西口前のKITEN（宮崎グリーンスフィア壱番館）に新設された高速バスターミナルに移転。同時に、「フェニックス号」宮崎側の降車のみ停車していた「デパート前」停留所から「カリーノ宮崎前」停留所へ停車場所を変更。
- 2012年（平成24年）
  - 3月20日：これまで「たいよう」の1往復で使用されていたダブルデッカーでの運行を終了。該当便は、この日の運行から通常の3列シート車となる。
  - 4月25日：JR九州バスの「たいよう」はこの日限りで運行終了し、翌4月26日から「フェニックス号」に統合し、JR九州バスが再参入[1][2]。
  - 5月6日：この日の運行をもって、夜行便の日曜日 - 木曜日の運行を休止。
- 2013年（平成25年）
  - 3月31日：この日の運行をもって夜行便の運行を終了[11]。
  - 4月1日：これまでの西鉄本体担当分を1往復を除き全て西鉄高速バスに移管。これにより西鉄便のほとんどが西鉄高速バス直営へ変更。　
  - 7月1日：同日出発便より、Webでの予約先が「楽バス」から「@バスで（ハイウェイバスドットコム）」に変更される。
- 2014年（平成26年）
  - 6月10日：1往復のみ運行している西鉄本体担当便西鉄高速バス福岡支社への管理委託を解除し、博多自動車営業所へ運行が移管され西鉄本体直営となる。
  - 7月18日：この日の乗車分より席割設定便（セレクトシート車　4列シート席）のみにおいて8席限定で女性専用席を導入[12]。
  - 10月1日：ダイヤ改正。休憩場所を宮原SAで10分からえびのPAで15分・北熊本SAで15分（合計30分間）に変更。あわせて、所要時間30分増加[13]。
  - 12月18日：博多バスターミナルのりばを変更（35番のりば→36番のりば）[14]。
- 2016年（平成28年）
  - 3月31日：この日を以って西鉄グループ便におけるDVD映画サービスを終了（西鉄グループ以外の残り3社はサービスを継続）。翌日より西鉄グループ便全席コンセント増備。　
  - 4月22日：熊本地震の影響で運休していたフェニックス号の運行を再開。但し、ルートが通常のルートとは異なる特別設定ダイヤにおいて下記の経路で運行[15]。この運行ダイヤには九州産交便は関与せず、同社を除いた残り4社が担当した。
    - 西鉄天神高速バスターミナル - 博多バスターミナル - 呉服町 - 千代ランプ - （福岡都市高速2号線） - 太宰府IC - （九州自動車道） - 高速基山 - 鳥栖JCT - （大分道・東九州道） - 宮崎西IC - 宮崎駅 -  宮交シティ
      - 1日10往復（通常は28往復）の設定となり、通常停車している久留米IC、八女IC、八代IC、人吉IC、えびのIC、小林IC、都城北、橘通一丁目、カリーノ宮崎前には停車しない。大分道の通行止め区間である湯布院ICから別府ICの間は一般道迂回運行となる。

    - また、同日より西鉄高速バス単独による「福岡 - 延岡・宮崎線」の運行を開始[16]。運行日は金・土・日・祝日とその前日限定で夜行による1日1往復の運行。運行ルートは鳥栖JCTから大分道・東九州道を経由し途中の延岡へ立ち寄るルートであるが、当面の間は迂回運行するフェニックス号同様、大分道の通行止め区間である湯布院ICから別府ICの間は一般道迂回運行となる。

  - 4月28日：各停およびスーパーノンストップの運行ルート変更[17]。特別設定ダイヤでの運行を終了し、九州道経由の通常ルート（但し益城熊本空港IC - 御船IC間は迂回運行）に戻る。便数は27日までの10往復から13往復になった。
  - 5月1日：通常運行に戻る[18]。但し、5月1日から8日は九州産交便担当の4便が運休のため24往復となり、5月9日から通常の28往復に戻る。また、同期間中の福岡および宮崎発の各停1便目は西鉄観光バス担当になる（この便のみトイレ無しの4列シート車において運行）。
  - 6月13日：宮崎発最終便のみ高速基山→西鉄天神高速BT→博多BTとなり、呉服町には停車しなくなる。
- 2017年（平成29年）3月31日：夜行便（福岡 - 延岡・宮崎線）の運行に宮崎交通が参入し、2社共同運行体制となる。当面は金・土のみの運行で、福岡行・宮崎行とも金曜日は出発地側の運行会社が担当し、土曜日はその逆となる。
- 2018年（平成30年）
  - 4月27日：夜行便（福岡 - 延岡・宮崎線）のダイヤ改正。新たに日向ICに停車する。また、延岡駅前周辺整備再開発による延岡駅前バスセンター解体工事に伴い、乗降場所を「延岡駅」（駅構内バス乗り場）に変更[19][20]。
  - 9月30日：この日を以って西鉄グループ以外の残り3社における車内ビデオ（DVD映画）サービスを終了。
- 2019年（平成31年／令和元年）
  - 4月1日：西鉄高速バスが西日本鉄道本体に吸収合併・解散。これに伴い同社のフェニックス号などの運行を西日本鉄道が継承[21]。
  - 10月1日：消費税増税に伴い、フェニックス号・夜行便（福岡 - 延岡・宮崎線）ともに運賃改定。同時にダイヤ改正を行い、これまで宮崎行きの降車のみ停車していた「橘通り1丁目」・「カリーノ宮崎前」への停車を廃止し、宮崎市内の運行経路は福岡行きと同一化。また、この日より途中休憩地点がこれまでのえびのPA・北熊本SAでの各15分間休憩から、霧島SA・宮原SAでの各15分間休憩に変更（いずれもフェニックス号のみ）。さらに、この日からフェニックス号・夜行便（福岡 - 延岡・宮崎線）ともに博多バスターミナルにおけるこれまでの36番乗り場から35番乗り場へ変更。
- 2020年（令和2年）
  - 3月21日：新型コロナウイルスの世界的感染拡大の影響による利用客減少を受け、この日より同年4月24日までの期間においては28往復のうち4往復8便（福岡発4便・宮崎発4便）を運休。その後、4月25日 - 5月6日までは12往復24便、5月7日 - 5月31日までは14往復28便がそれぞれ運休予定となるなど、運休期間延長ならびに対象便数を大幅拡大[22][23][24]。以降も減便体制は続いたまま、福岡県・宮崎県の感染拡大状況を鑑みながら更なる増減便が繰り返されている。また、4月3日 - 5月31日までの期間は夜行便（福岡 - 延岡・宮崎線）も運休となる。
  - 6月1日：この日を以って夜行便（福岡 - 延岡・宮崎線）を廃止[25]。
- 2021年（令和3年） 
  - 4月1日 - 宮崎交通便が全便3列独立シート車による運行に変更（同社によるセレクトシート便ならびに席割を廃止）。
  - 4月28日 - ダイヤ改正。従来の便数から大幅減便し1日21往復42便に。また、西鉄便の博多営業所1往復担当分がなくなり、西鉄便は全て福岡高速自動車営業所の担当となる。
- 2022年（令和4年）
  - 3月1日 - この日の運行分より（発売は一ヶ月前の2022年2月1日分から）、運賃体系がダイナミックプライシング型に移行。同時に、65歳以上のシニア割が新設される（詳細は後述）。
  - 7月15日 - 新型コロナウイルスの感染拡大の影響に伴う減便体制を解除。2年3ヶ月ぶりに通常ダイヤに戻る。
- 2024年（令和6年）4月22日 - 停車箇所ならびに運賃の見直しを実施（運賃に関しては後述）。これまで停車していた「呉服町」停留所における乗降扱いを廃止。

## フェニックス号
沿革にもあるように当路線は1988年に運行開始して以来30年以上もの長い歴史を持つ。途中佐賀県基山町・熊本県人吉市にのみ停車する速達タイプ（スーパーフェニックス）と、福岡県久留米市・熊本県八代市などの主要地点に停車するタイプの2種類が設定されている。運行開始当初は1日3往復の設定だったが、増便を重ね、2020年3月20日までの1日の運行本数は、スーパーフェニックス16往復・多停車タイプ8往復の合計24往復であり、毎時1 - 2便が運行されていたが、2020年に発生した新型コロナウイルスの世界的感染拡大による影響を受け、同年3月21日以降は福岡・宮崎両県の感染状況を鑑みながら一部の便を運休するなど増減便が繰り返されている。他に、夜行便1往復も運行され2009年に廃止されたが、2011年3月12日から2013年3月31日まで試行的に運行を再開していた。かつては停車地がスーパーフェニックスと同じで運賃を通常便の約半額（往復運賃を通常便の片道運賃と同額）とした「皆割（みなわり）フェニックス」が3往復運行されていたが、運賃の値下げと「席割」サービス開始に伴い2011年4月12日を以って廃止された。
座席は予約指定制であり、予約が必要。SUNQパス全九州+下関版のみ利用可能。（福岡 - 八代・人吉間のみの利用であっても北部九州+下関版は使用不可、八代・人吉 - 宮崎間のみの利用であっても南部九州版は使用不可）
愛称の由来は、宮崎県の県木であるフェニックス（カナリーヤシ）から。

### 運行会社
- 西日本鉄道　福岡高速自動車営業所が担当（続行便の一部は西鉄観光バスが担当）
- 宮崎交通 宮崎中央営業所が担当
- 九州産交バス 高速営業所が担当
- JR九州バス 基本的には宮崎支店が担当

運行には福岡県および宮崎県の両方とも運行エリアではなく、両県に車両拠点も持たない熊本県の事業者である九州産交バスも携わっている。これは、当初路線開設時において九州自動車道の八代 - えびの間が未開通であり、その大部分が熊本県であったことから、途中に通過する同県内の熊本市に次ぐ第二の都市である八代市や観光客の多い人吉市を無視できないとの見解から、同社の管轄停留所である『八代駅前』や『人吉ターミナル』（各停便、現在同ターミナルは廃止）ならびに『人吉クラフトパーク』（スーパー便）にも停車していたためである。その流れにより、1995年7月の九州自動車道の全線開通以降も、同社の管理する八代インターチェンジおよび人吉インターチェンジの両バス停において引き続き乗降扱いをおこなっている。なお、車両と乗務員は熊本 - 宮崎間の「なんぷう号」（一部福岡においての乗務員交替は熊本 - 福岡間の「ひのくに号」）で送り込みを行っている。

### 運行系統・停車停留所
太字は停車停留所。福岡・佐賀県内間（西鉄天神高速バスターミナル - 八女IC）ならびに宮崎県内間（えびのIC - 宮崎駅）のみの利用は不可。熊本県の八代IC・人吉ICにおいては両方向ともに乗降可。
- 速達便（スーパーフェニックス）

西鉄天神高速バスターミナル - 博多バスターミナル - 千代ランプ - （福岡都市高速2号線） - 太宰府IC - （九州自動車道） - 高速基山 - 人吉IC - えびのJCT - （宮崎自動車道） - 小林IC - 都城北 - 宮崎IC - 宮交シティ - 宮崎駅
- 多停車便（各停）

西鉄天神高速バスターミナル - 博多バスターミナル - 千代ランプ - （福岡都市高速2号線） - 太宰府IC - （九州自動車道） - 高速基山 - 久留米IC - 八女IC - 八代IC - 人吉IC - えびのIC -  えびのJCT - （宮崎自動車道） - 小林IC - 都城北 - 宮崎IC - 宮交シティ - 宮崎駅
- 両便とも、西鉄天神高速バスターミナルは5番のりばから、博多バスターミナルは36番のりばから、宮崎駅は西口前の高速バスターミナル（「KITEN」1F）Aのりばから、宮交シティは6番のりばから発車する。
- 両便とも霧島SA・宮原SAの2箇所においてそれぞれ15分間の途中休憩をおこなう

### 所要時間
- 博多バスターミナル - 宮崎駅
  - スーパーフェニックス：4時間32分
  - フェニックス：4時間41分
- 博多バスターミナル - 都城北
  - スーパーフェニックス：3時間43分
  - フェニックス：3時間51分
- 博多バスターミナル - 人吉インター
  - スーパーフェニックス：2時間37分
  - フェニックス：2時間43分

### 運賃の変遷
運行開始当初は、福岡 - 宮崎間における運賃体制は片道6,000円、往復10,000円の運賃設定で、運行開始以来、2007年12月6日までは1クラス制運賃で、1度も運賃改定を行っていなかった。ただし、4枚綴り回数券「フェニックスきっぷ」（19,200円）を使用する事で、福岡 - 宮崎間の1回あたりの乗車が4,800円で利用する事も出来た。
2007年12月7日に、従来から運行している3列シート車の通常便とは別に、4列シート車を使用し、学生証提示により福岡 - 宮崎間が片道3,000円、往復6,000円で乗車可能な「学割フェニックス」を別系統により運行開始。一般客は通常便の運賃を支払う事により乗車可能とされた。
2008年7月より「学割フェニックス」に代わり「皆割フェニックス」の運行を開始。学生に対しては「学割フェニックス」の学生割引運賃で利用可能な他、一般客も福岡 - 宮崎間が片道3,300円、往復6,000円の格安運賃で利用可能となる。さらに1日1便のみ女性専用便が組まれ、運賃も「皆割フェニックス」と同額。同年10月以降、学生割引運賃の設定は廃止され、「皆割フェニックス」は学生・一般客とも福岡 - 宮崎間片道3,300円、往復6,000円にて統一。
2011年4月13日、JR九州バスが「フェニックス号」の運行から撤退し、「たいよう」として運行開始。運賃も「フェニックス号」より割安な片道4,500円、往復8,000円とする、当時台頭していたツアーバスに対抗しての運賃を設定したのを契機に、「フェニックス号」においても大幅な変遷を迎える事になる。
- 通常便の大半の区間で運賃大幅値下げ（福岡 - 宮崎間の片道運賃を「たいよう」と同額の4,500円とし、往復8,000円、4枚綴り回数券も14,400円に値下げ）
- 「皆割フェニックス」と「女性専用便」を廃止。代替として、「席割」を導入し、通常便の後部5・6列目 - 10・11列目部分を「席割席」として福岡 - 宮崎間の片道運賃が2,500円、往復運賃5,000円とする。それに伴い、西日本鉄道・西鉄高速バス・宮崎交通の3社の運行車両を従来の3列シート車両の後部5・6列目 - 10・11列目部分を4列シートに改造し「セレクトシート仕様車」として導入。九州産交バスはセレクトシート仕様車を導入せず、宮崎交通も一部を3列シート車として残すことにより、これらにおいては3列シートのまま後部部分を「席割席」として実施。
- 同時期に運行再開した夜行便においては昼行便の値下げは実施されず、この場合は従前の片道6,000円とする。

なお、JR九州バスが運行開始した「たいよう」は2012年4月25日を以って運行終了し、翌日からは「フェニックス号」に再参入する。
2013年7月1日より、運賃体系の大幅見直し。
- これまで従来の3列シート車でおこなってきた「席割」を廃止。
- 「＠バスで」によるWeb割引を導入。Webによる予約で、乗車日の直前までにネット決済が適用されると、福岡 - 宮崎間が4,410円、閑散期（土日祝日ならびに大型連休・お盆等帰省時期・年末年始等を除く）の場合、乗車日の5日前までにネット決済の場合、「web早割5」が適用され、福岡 - 宮崎間が3,600円となる。
- 4列シート席による「席割」は継続。Web予約の場合、閑散期の平日（月 - 木）に適用される「スーパー席割」を利用すると、福岡 - 宮崎間の片道運賃が1,980円となる。

2019年10月1日より消費税増税に伴い、運賃改定。福岡 - 宮崎間の片道通常運賃4,710円、往復割引運賃8,380円、4枚綴り回数券15,060円、web決済の場合、4枚回数券14,660円、席割3060 - 3560円、さらに39運賃を導入し、クレジット決済またはコンビニエンスストアでの決済限定で福岡 - 宮崎間片道3,970円となる。
2022年3月1日より、はかた号で導入されているダイナミックプライシング型に移行。価格幅は福岡 - 宮崎間で3,500 - 6,000円となり、直近の予約状況に応じ、より幅広い価格帯で柔軟に運賃が変動させる事が出来る。これにより、早期の予約または閑散期においては最安価で利用可能。需要に応じて運賃を変動させることで収益の最大化を図るとともに、繁忙期における利用の平準化により増便をせずとも需要に対応できるなど効率的な運営が可能になる。また、65歳以上の利用者に対してはシニア割を新設し、時期に関わらず福岡 - 宮崎間が一律4,500円とする。なお、ダイナミックプライシングによる適用はweb予約によるクレジットカード決済またはコンビニエンスストアによる決済のみとし、窓口または電話での予約もしくは予約なしでの飛び乗りでの利用は福岡 - 宮崎間一律6,000円とする。ただし、シニア割の場合はその逆で、窓口または電話での予約のみとなる（年金手帳その他公的証明書による年齢確認を要するため）。これに伴い、紙の往復・2枚及び4枚回数券とWEB回数券・席割・39運賃は廃止。SUNQパスは従来通り全九州版であれば窓口・web予約関係なく追加料金なしでそのまま乗車可。
2024年4月22日運行分より、上限運賃の見直しが実施され、福岡 - 宮崎間におけるダイナミックプライシング型運賃においての価格幅は3,500 - 7,000円となり、電話・窓口での予約または予約なしでの飛び乗りでの利用は福岡 - 宮崎間一律7,000円に値上げ。シニア割においても福岡 - 宮崎間が一律5,500円に変更。SUNQパスは従来通り全九州版であれば追加料金なしでそのまま乗車できる。

### 使用車両

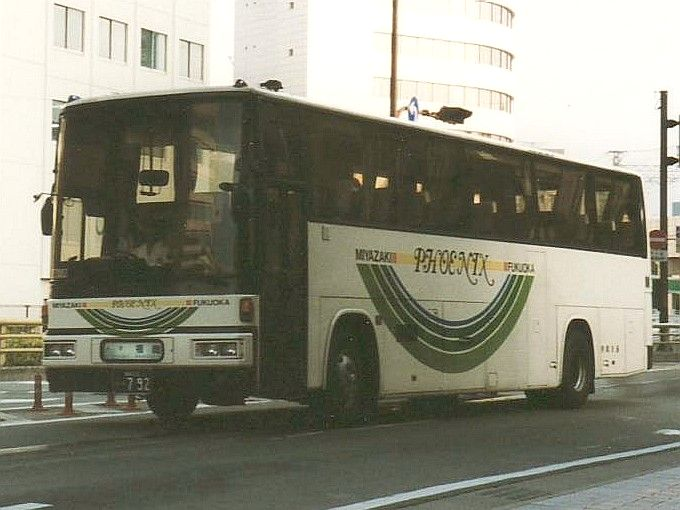
運行開始当初の車両（宮崎交通）
かつての全社共通統一塗装

スーパーハイデッカーまたはハイデッカーで、運行開始当初はその後の九州内を運行する長距離都市間高速バスの基本形となる幅のたっぷりした2+1列シートを採用し、床下（ホイールベース間）または車内後部に水洗トイレを備えているなど、グレードの高さ、その割に低廉な料金も人気を博し、さらに2010年代以降になると各座席に電源やWi-Fiなど車内におけるインターネット接続のための環境も充実し始めている影響もあって、それらが現在でも好調の理由といえる。当初は各事業者とも西鉄に合わせて西工SD-I（九州産交のみいすゞ以外は三菱ふそう）で、カラーリングもクリーム色地に緑色濃淡の模様に統一されていたが、2000年代に入ると各社とも自社高速車用のカラーリングとなり、車種も以前は専らスーパーハイデッカーが用いられ、ハイデッカーにおいては専用車都合時や続行車に限って使われていたが、2000年代後半以降に導入された新型車両においては各社ともハイデッカーが専用車に選択されているケースがほとんどである。
かつて運行開始時より長きにわたり、車内公衆電話・テレビ放送（ビデオ映画→DVD映画）・マルチステレオ（音楽サービス）などの設備や、おしぼり・飲み物（コーヒー・お茶）のセルフサービスもあったが、現在はすべて廃止されている。4時間を超える運行のため、ビデオ映画は出発から終点まで2本ずつ上映されていた。さらに、マルチステレオの音声装置が各社車両に存在していた頃は、ラジオ放送も聴くことが出来た。ラジオは、走行区域内のFM放送（エフエム福岡・エフエム熊本・エフエム宮崎）が中心に流され、県境付近で周波数が変更されていた。なお、セレクトシート車（後述）における4列シート席には音声装置が省略されていたため、ビデオ映画・ラジオ放送などの視聴は不可となっていた。
また、一時期において他路線の車両にない特色として、2011年から西鉄全車と宮交の一部を除く大半の車両に導入された「セレクトシート仕様車」が存在した。これは4列（横2＋2列）シート車の事前購入割引「席割」を導入するに当たって、従来の3列（横2＋1列）シート車の後方6列を4列シート6-7列に改造したもので、3列シート（12-13人掛け）と4列シート（22-24人掛け）が混在する2クラス仕様となっている。2011年7月からは、西鉄担当車に「セレクトシート仕様」の三菱ふそうエアロエースといすゞガーラHDが投入された。エアロエースは西鉄初登場で、ガーラHDも路線車初登場。なお、産交とJRはセレクトシート仕様車を導入せず、宮交も一部は3列シート便を残した事により、これらにおいては従来からの3列シート車を使用していた。
その後、2019年以降は西鉄の一部とJRにおいては4列シート車による運行に変更となり、宮交は2021年3月末を以ってセレクトシート車による運行を終了し全便3列独立シート車による運行となった事から、2023年現在は運行会社によって座席仕様が2分化されている。また、2022年3月以降は席割サービスが終了となっているが、西鉄の一部にはその名残としてかつてのセレクトシート仕様車も残されていたが、2025年4月に西鉄に本路線用の4列シート仕様の新車が投入された事によって代替されることとなり、14年間に及んだセレクトシート仕様車による運行は終了となった。
なお、開業当初より週末等や連休・繁盛期はもとより、日によっては平日でも続行便が出る頻度も多いのが本路線の特色の1つとも言える。続行便は予備車の都合上、貸切車を中心とした4列シート車、化粧室が無い車両が充当される場合がある。また、西鉄便の続行には系列貸切事業者である西鉄観光バスまたは西鉄バス系列子会社の貸切用車両も応援として入ることもある。過去において産交便の続行には同社系列子会社であった九州産交観光の車両も応援として入っていた。

#### 車内設備
- 3列シート - 宮交・産交
  - 産交の一部は2+1列、宮交全便と産交の残る一部においては3列独立シート車による運行
- 4列シート - 西鉄・JR
- 化粧室（トイレ） - JR便はパウダールーム付き
- 毛布
- 座席コンセント - 西鉄は4列シート車を除く車両に装備、残る3社については車両により未装備のものもあるほか、4列シート便の西鉄とJRではUSBポートを設置している。
- フリーWi-Fi - 産交を除く

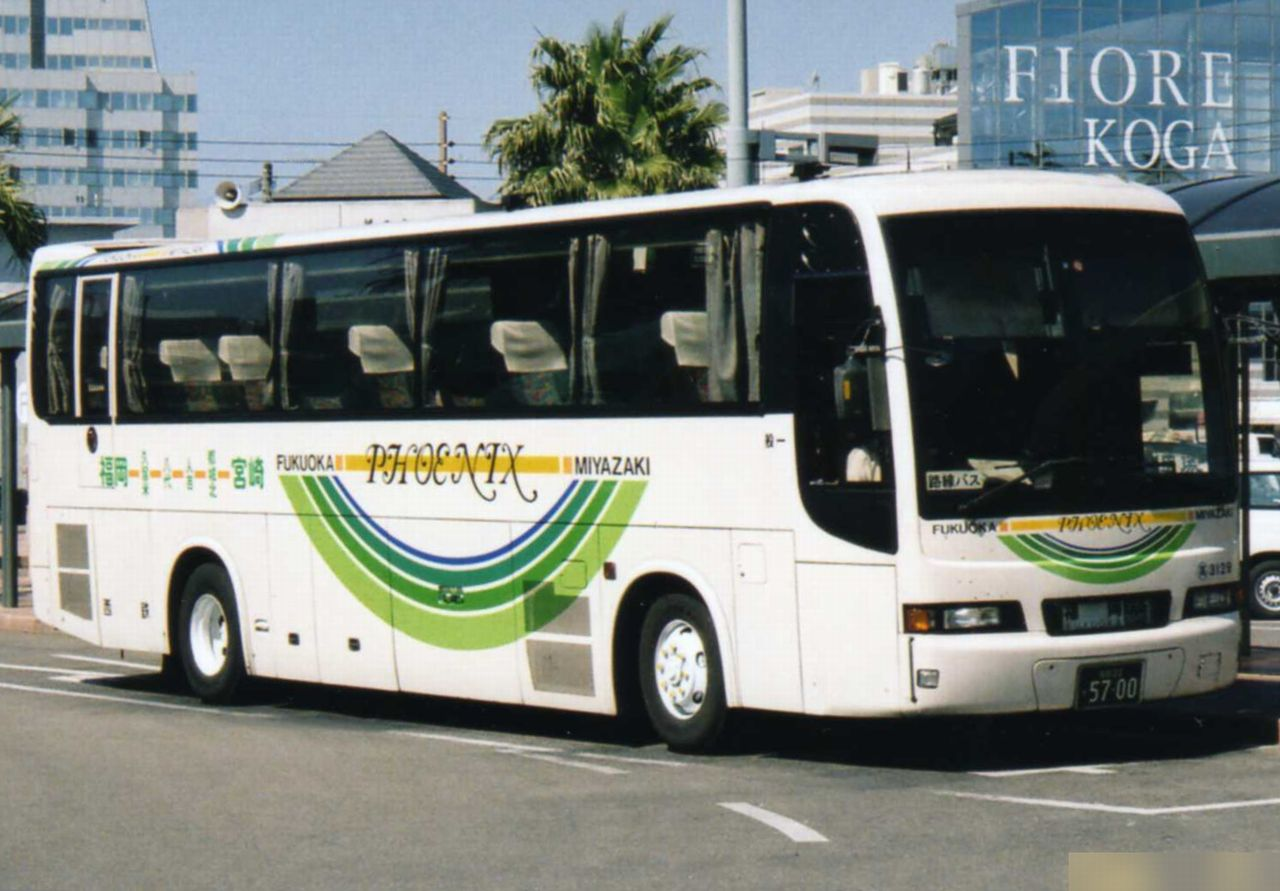
フェニックス号（西日本鉄道） 旧統一塗装　※現在は廃車
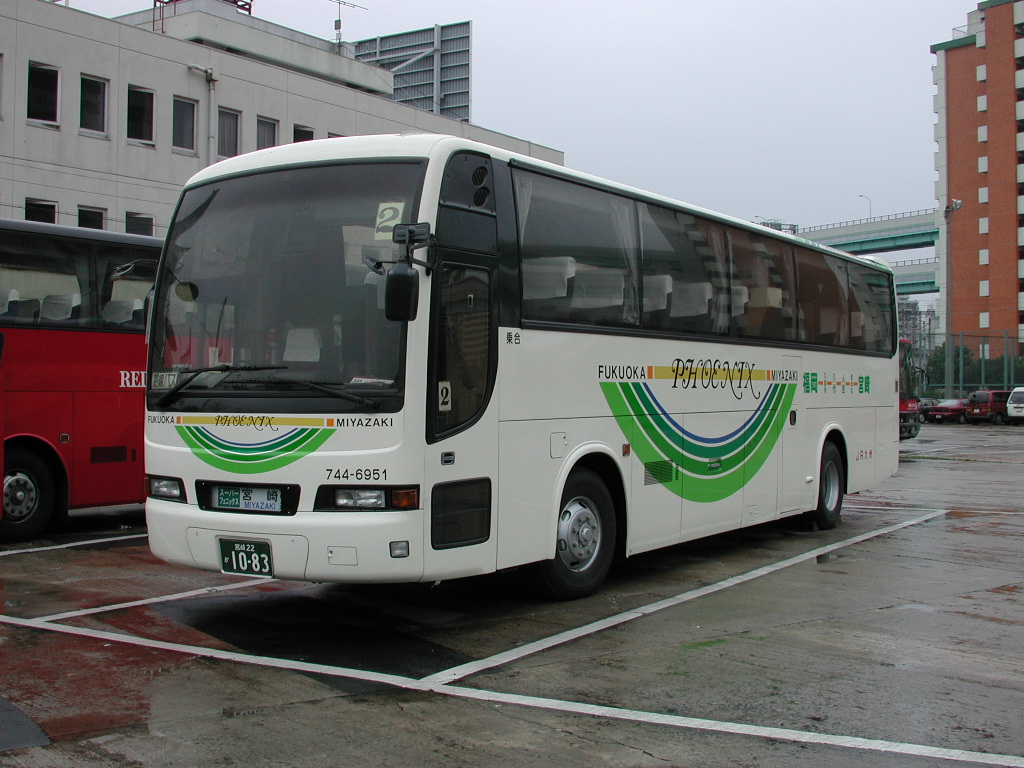
フェニックス号（JR九州バス　※九州旅客鉄道時代） 旧統一塗装　※現在は廃車
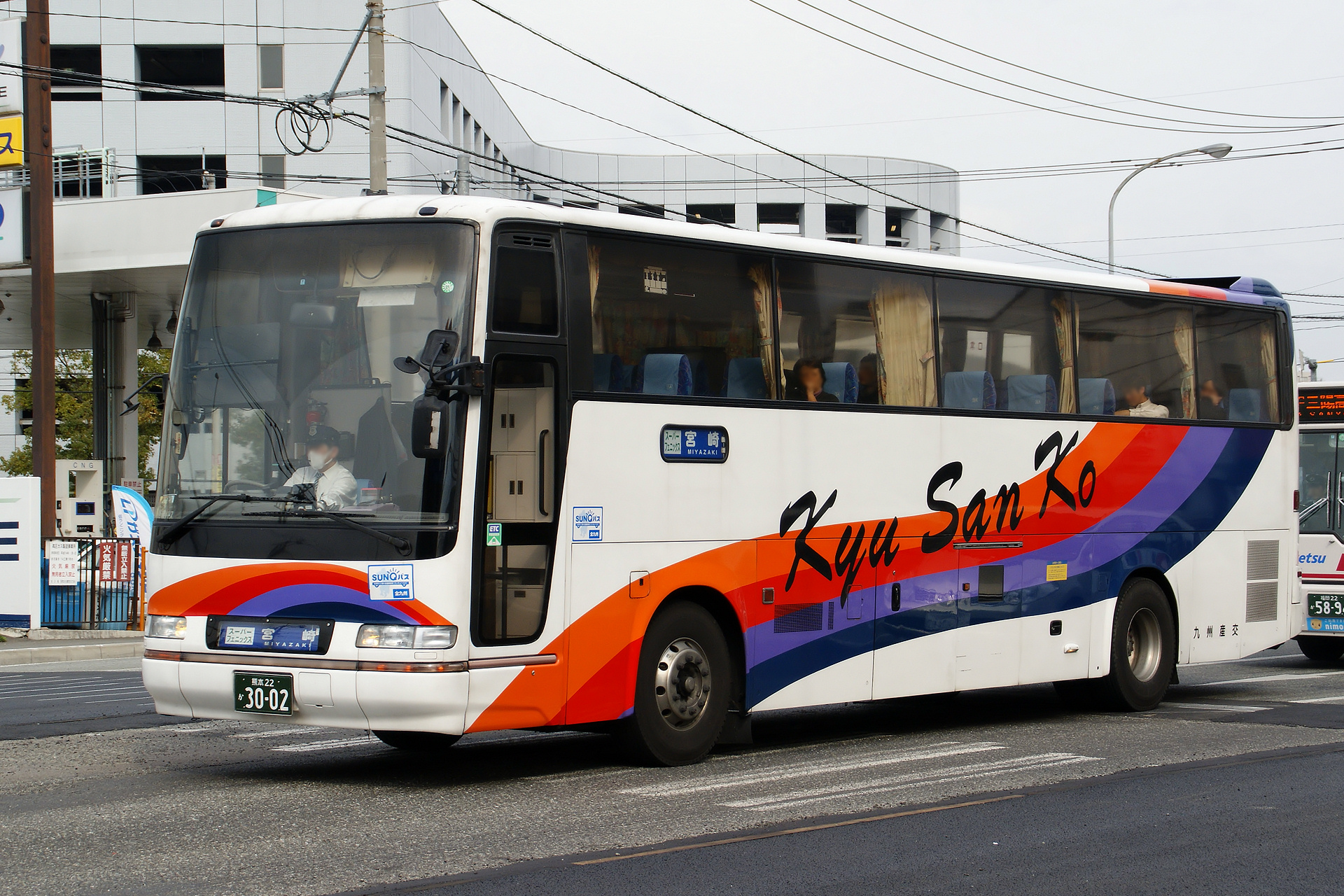
1990年代半ばに2代目本路線専用車として自社独自カラーで投入された日野・セレガGD （九州産交バス）※現在は廃車 この車両より同社は他社よりいち早く統一塗装を廃止
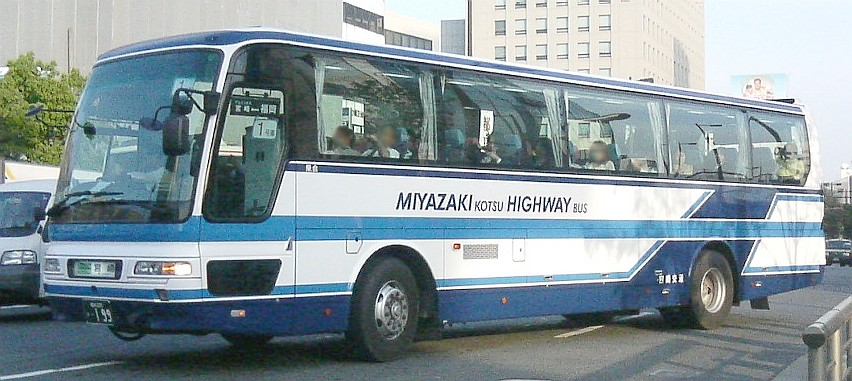
各社独自カラーとなりハイデッカーに変更されて導入された車両 三菱ふそう・エアロバス （宮崎交通）
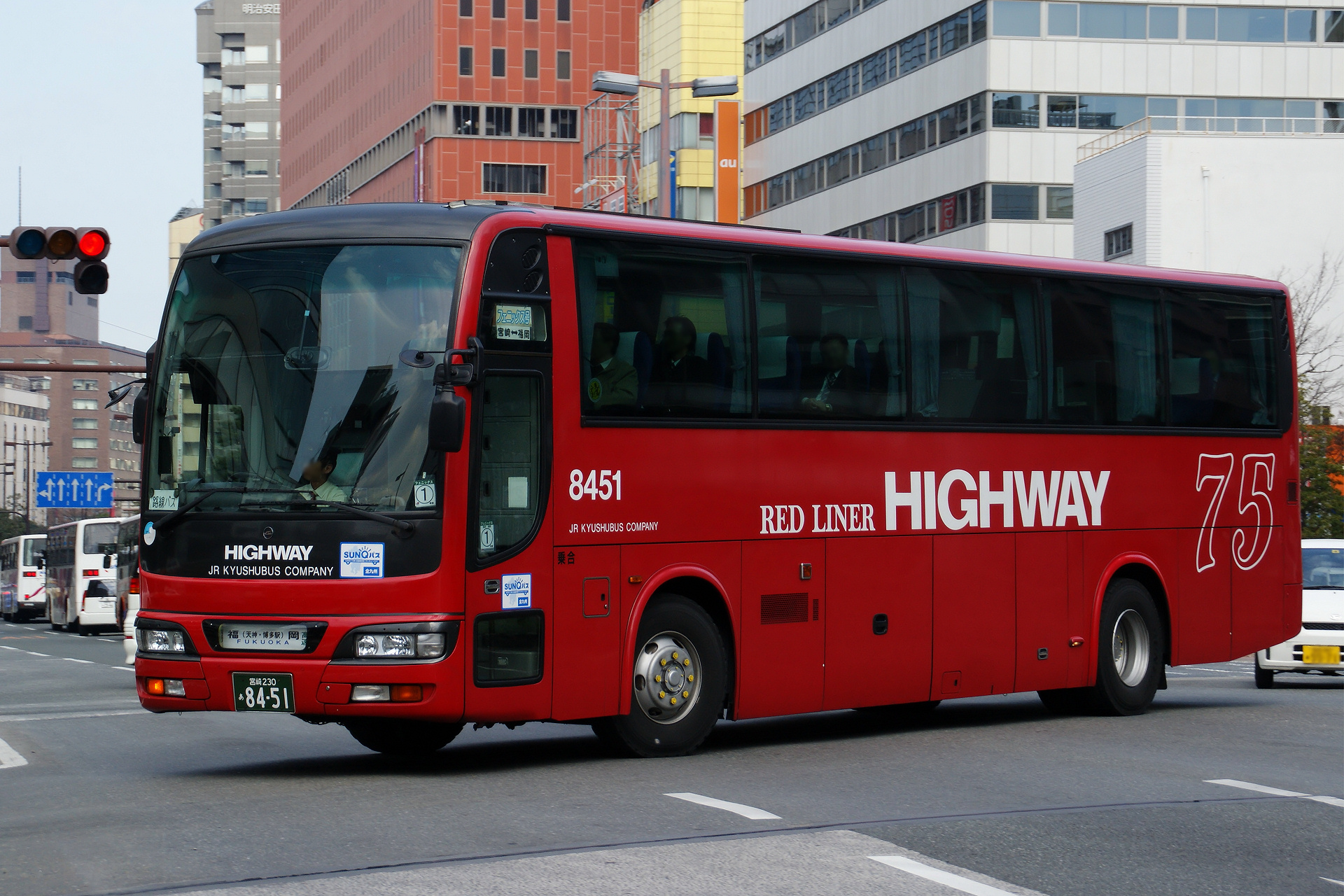
各社独自カラーとなってから導入された車両 日産ディーゼル・スペースウイング （JR九州バス）
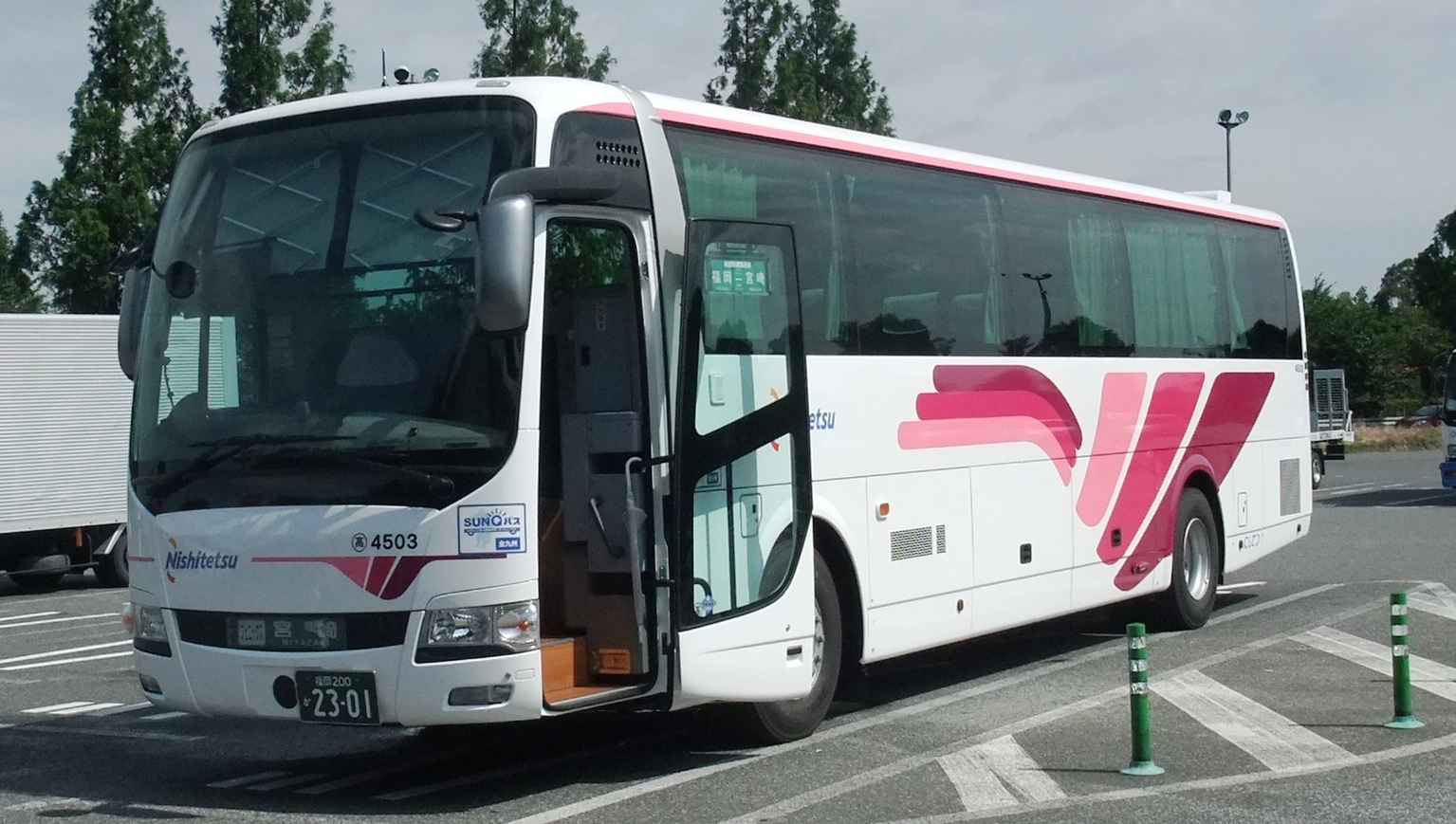
2011年7月に投入された新型車両 三菱ふそう・エアロエース （西日本鉄道）
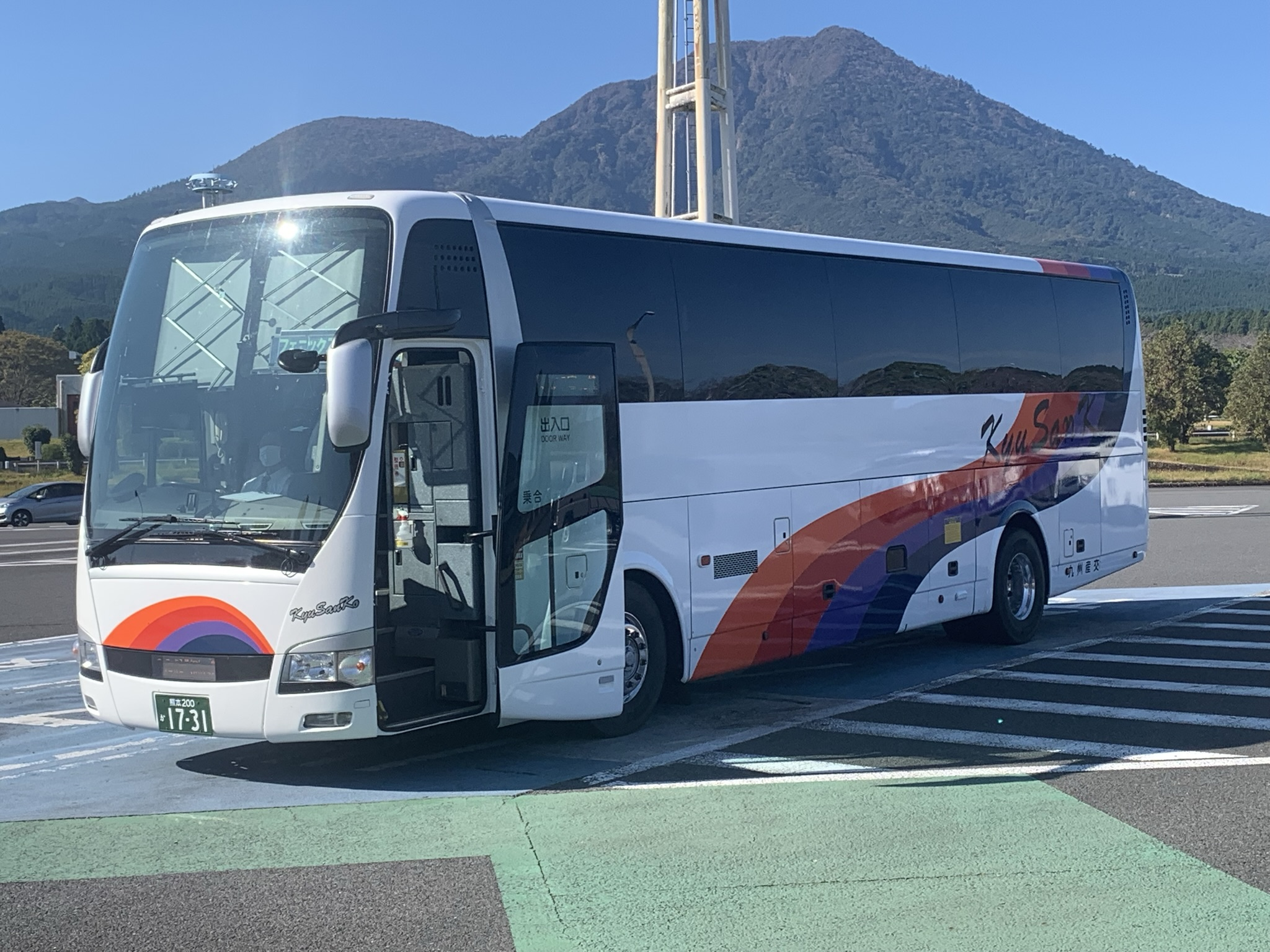
令和になり名鉄バスから移籍導入された元本州向け夜行車両 三菱ふそう・エアロクイーン （九州産交バス）
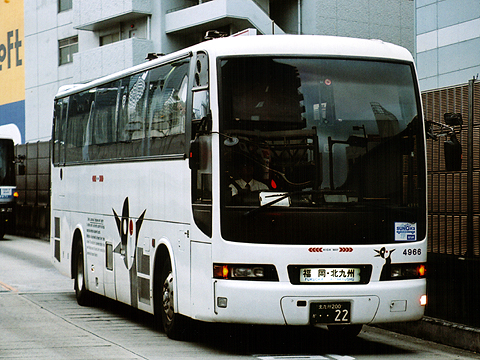
かつて運行されていたフェニックス号夜行便 三菱ふそう・エアロクイーン（西工SD-Ⅱ）白夜行塗装 （西日本鉄道）

## たいよう
JR九州バスでは、1989年から「フェニックス号」の運行に携わってきたが、2011年4月12日をもって「フェニックス号」の共同運行から撤退し、翌日から博多バスターミナル - 宮崎駅間に天神を経由しない別系統の高速バス「たいよう」を運行開始した。この運行形態の変更に際しては、九州新幹線全線開業に伴い、新幹線連絡となる高速バス「B&Sみやざき号」（新八代駅 - 宮崎駅）の運行を計画し、高速バスと新幹線の相乗効果を狙うJR九州サイドと、九州新幹線に伴うフェニックス号の利用者離れを食い止めたいとする西鉄サイドとの思惑の違いが遠因にあったと報じられている。
「たいよう」はJR九州バス単独運行で10往復が設定された。福岡市内では「フェニックス号」が停車する西鉄天神バスセンターには停車しなかった。
所要時間は博多バスターミナル - 宮崎駅間最速3時間55分で、慢性的な渋滞の見られる天神地区を経由しないことにより従前の「フェニックス号」に比べ20分から30分ほど短縮された。運賃も博多 - 宮崎間片道4,500円で、片道2,000円から3,500円（福岡 - 宮崎間の運賃。車両によって値段が異なる）の「前売きっぷ」を発売することで、「フェニックス号」よりも安く移動できるように設定した。
インターネット座席予約システムは、これまでの「楽バス」ではなく、株式会社工房の「発車オ〜ライネット」を使用した。これはJR九州バスが「楽バス」の運営母体である九州高速バス予約システム運営委員会に参加していない（「フェニックス号」はJR九州バス以外の3社が加盟していたため、路線として「楽バス」を採用している）ためである。九州内で完結する高速バス路線が発車オ〜ライネットで予約・販売されるのは初めての例である。2011年10月1日からはJR駅などのみどりの窓口での販売も開始した。
なお、「フェニックス号」の運行形態の大幅見直しは、「たいよう」への対抗措置の側面が強い（運賃値下げ、博多BTと天神BCの停車順序入れ替えなど）。
JR九州バスでは2012年4月25日限りで「たいよう」を廃止し、翌26日より「フェニックス号」の共同運行に再び参入した。このため両系統の競合関係は約1年で終了した。

### 運行経路・停車停留所
太字は停車停留所。福岡県内間（博多バスターミナル - 久留米IC）ならびに宮崎県内間（えびのIC - 宮崎駅）のみの利用は不可。熊本県の人吉ICにおいては両方向ともに乗降可。
博多バスターミナル - 祇園町 - 千代ランプ - （福岡都市高速2号線） - 太宰府IC - （九州自動車道） - 高速基山 - 久留米IC - 人吉IC - えびのIC（一部便のみ停車） - えびのJCT - （宮崎自動車道） - 小林IC - 都城北 - 宮崎IC - 宮交シティ - 宮崎駅
- 祇園町は福岡行きの降車のみ停車。
- 宮交シティ乗り場は「フェニックス号」で停車している建物ホーム内の6番のりばではなく、市内線が停車している建物横の1番のりばからの発着であった。
- 宮原SAで10分間の途中休憩をとっていた。

### 所要時間
- 博多バスターミナル - 宮崎駅：3時間55分（えびのIC経由は3時間58分）
- 博多バスターミナル - 都城北：3時間15分（えびのIC経由は3時間18分）
- 博多バスターミナル - 人吉インター：2時間24分

### 使用車両
9往復が3列（2列+1列）シートのスーパーハイデッカー、1往復が4列シートのハイデッカー。全便トイレ付き（ただし車両都合時や続行車においては変更になる場合あり）。
なお、運行開始時より1往復には3列独立シートの2階建てバス（2011年3月末で運行を休止した山陽道昼特急博多号からの転用）が使用されていたが、2012年3月19日の運行を以って終了となった。九州内で完結する高速バス路線に2階建て車両を充当するのはこれが初めてであった。2階建てバスはその後同年4月1日より「福岡・山口ライナー」における臨時便として増便されたうちのノンストップ便1往復に転用されたが、こちらも同年9月17日の運行を以って終了し、その後、同年12月21日からは多客時期のみの期間限定で運行される鹿児島 - 広島間の夜行高速バス「鹿児島ドリーム広島号」に使用されていた（2014年3月頃運用離脱し、サンシャインエクスプレスに転出）。

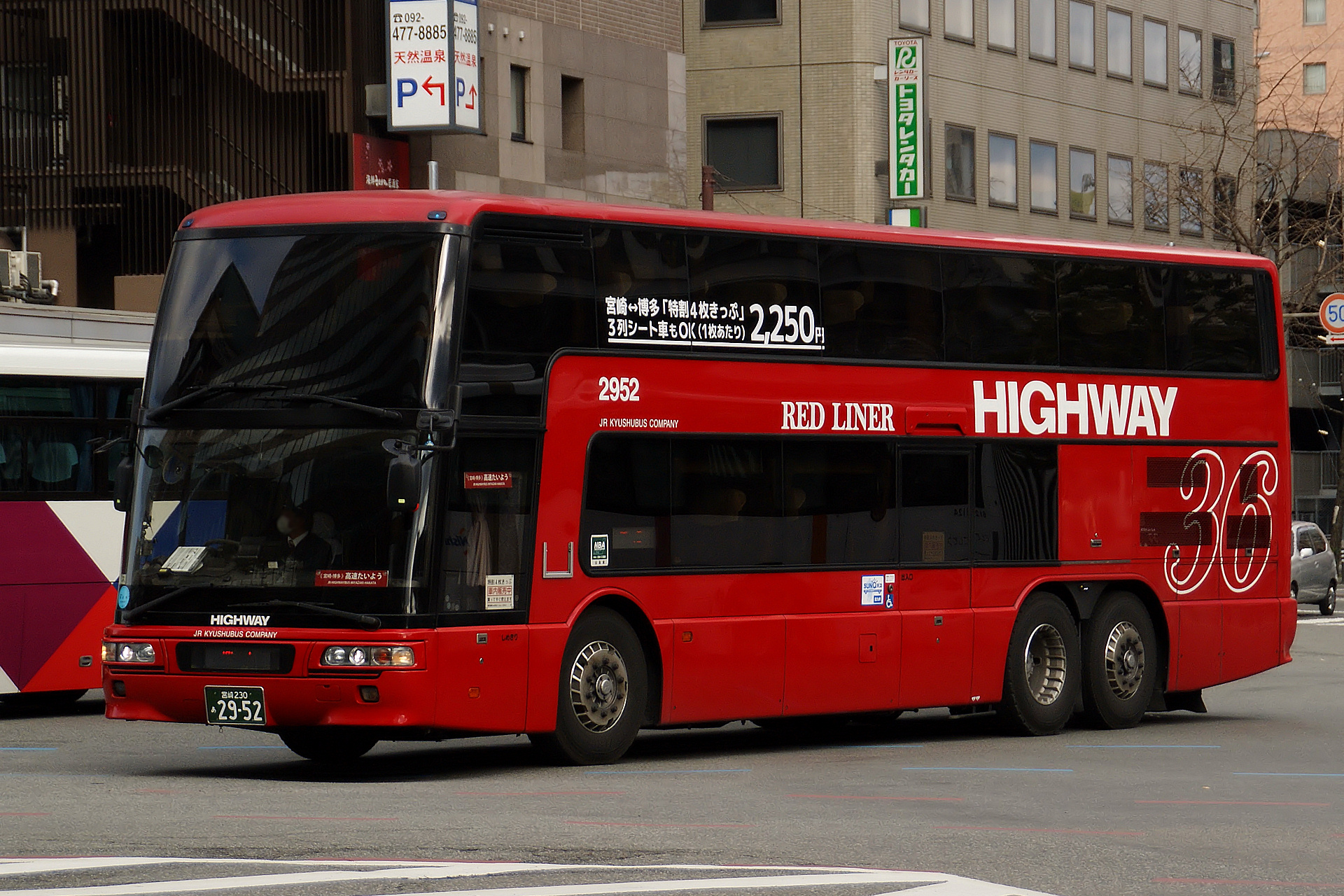
たいよう（JR九州バス）2012年3月19日まで使用されていた2階建てバス
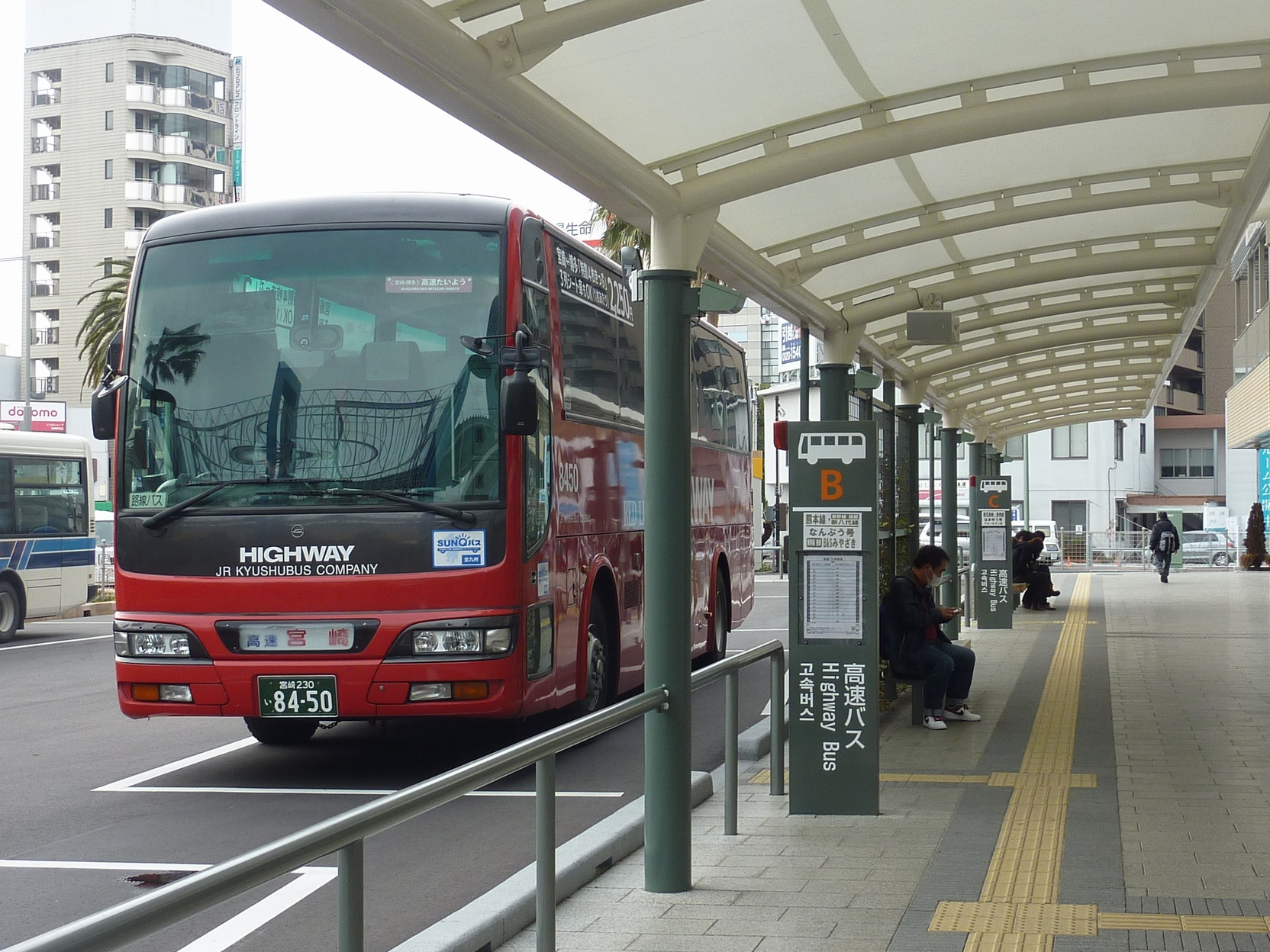
宮崎駅（KITEN1F高速バスターミナル）に停車中の「たいよう」

## 福岡 - 延岡・宮崎線
2016年4月22日から金・土・日・祝日とその前日限定で運行していた夜行高速バス。福岡－宮崎間の夜行バスは2013年3月31日で終了したフェニックス号の夜行便以来3年ぶり、延岡方面はごかせ号が夜行便を休止してから実に23年ぶりとなる、いわば各系統夜行便のリバイバル版ならびに統合版とも言えるが、両系統とは全く別体系となっており運賃も異なっていたほか、愛称も付けられていなかった。2017年3月現在は、金曜および土曜のみの運行になっていた。
運行開始当初は西鉄高速バス1社のみの単独運行で、宮崎交通は宮崎側の運行支援業務（予約・発券業務、停泊、折返し整備）のみ担当していたが、1年後の2017年3月31日からは宮崎交通も運行を担当するようになり2社共同運行化、2019年4月以降は西鉄高速バス会社解散に伴い同社に代わり西日本鉄道が運行するようになった。
利用客の減少や人手不足などの状況もあり、2020年5月31日で廃止されることとなった（同年に発生した新型コロナウイルスの世界的感染拡大の影響による利用者減少と感染拡散防止のための措置として同年4月3日 - 5月31日までの期間は運休扱いとなり、運行を再開しないまま廃止されたため、事実上は3月28日夜の出発便が最後の運行となった）。

### 運行会社
- 西日本鉄道 福岡高速自動車営業所
- 宮崎交通　宮崎中央営業所

### 運行経路・停車停留所
太字は停車停留所。福岡県内間（西鉄天神高速バスターミナル・博多バスターミナル・高速基山）ならびに宮崎県内間（延岡駅・佐土原駅前・宮崎駅・宮交シティ）のみの利用は不可。ごかせ号およびフェニックス号の夜行便的な役割を果たすが、ルートは各系統と異なり東九州自動車道経由となる。
西鉄天神高速バスターミナル - 博多バスターミナル - 福岡空港国際線 - （九州自動車道） - 高速基山  - 鳥栖JCT - （大分自動車道・東九州自動車道） - 延岡駅 - （延岡道路・東九州自動車道） - 日向IC - 西都IC - 佐土原駅前 - 宮崎駅 - 宮交シティ
- 福岡空港国際線は宮崎・延岡発のみ停車していた。
- 延岡駅は東九州道延岡ICで一旦高速を降り、延岡市街地方向へ立ち寄るルートとなる。
- 途中、大分道山田SAと東九州道川南PAの2箇所において消灯前・早朝におけるそれぞれ15分間の乗客開放休憩があった（他にもう1箇所のSA・PAにて休憩するが、あくまで車両点検・乗務員仮眠のための停車であり、乗客は車外へは出られない）。

運賃はごかせ号およびフェニックス号とは別体系であった。両路線の往復乗車券・回数券（窓口発行分のみ・Web版および席割乗車券は除く）は使えるが、乗車前に窓口において本券を提示したのち「夜行差額券」を購入するか、乗車時に本券と共に現金にて差額を支払う必要があった。SUNQパスはフェニックス号・ごかせ号と同様、全九州+下関版のみ使用可能であった（北部九州+下関版・南部九州版は使用不可）。

### 使用車両
- 夜行対応車両
  - 三菱エアロクイーン（スーパーハイデッカー）　※西鉄
  - 日野セレガ（ハイデッカー、ジェイバス製造）　※宮交[注 3]
- 独立3列シート
- 毛布・スリッパ
- トイレ
- 座席コンセント